# J2000.0

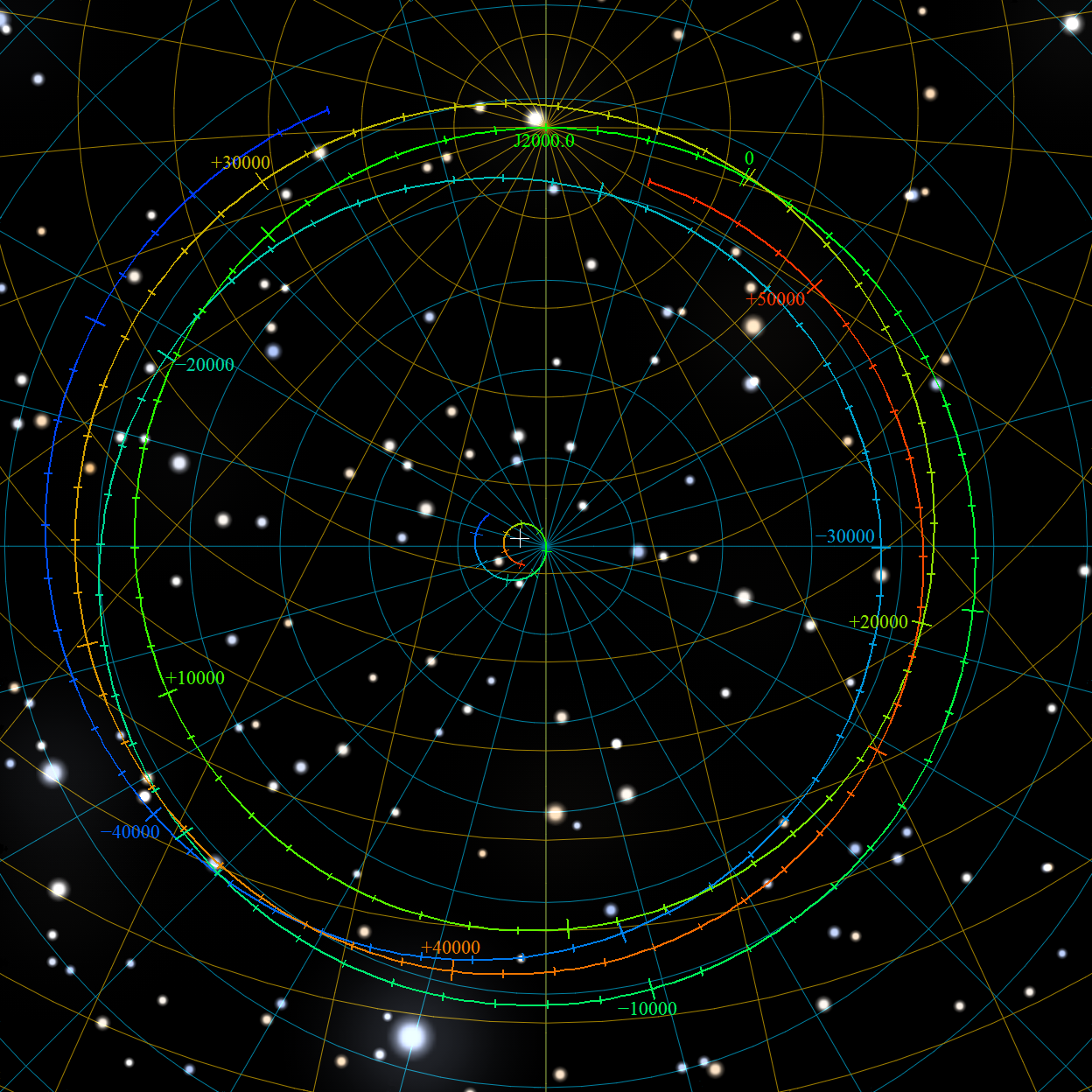
La proiezione del percorso di precessione del Polo Nord sul cielo fisso dell'epoca J2000.0 per l'intervallo di tempo da 48000 a.e.v. al 52000 a.e.c.. Di conseguenza si sposta, al passare del tempo, il punto vernale. Questo movimento sommato al moto proprio delle stelle determina la necessità di conoscere il momento rispetto a cui si esprimono le coordinate di un corpo celeste.

In astronomia, la dicitura J2000.0 (o anche J2000) identifica il mezzogiorno TT del 1º gennaio 2000 relativo al calendario gregoriano ovvero il 2 451 545º giorno giuliano.
A partire dal 1984 questa data ha sostituito B1950.0 come epoca standard internazionale per i dati variabili nel tempo. Le coordinate celesti degli astri vengono quindi comunemente riferite a J2000.0 per essere poi corrette in funzione della posizione attuale del primo punto d'Ariete che si sposta a causa della precessione e della nutazione dell'asse terrestre.